# Wunsiedel
Wunsiedel település Németországban, azon belül Bajorországban. Lakosainak száma 9294 fő (2023. december 31.). Wunsiedel Tröstau, Röslau, Höchstädt im Fichtelgebirge, Thiersheim, Marktredwitz, Bad Alexandersbad és Tröstauer Forst-Ost községekkel határos.

## Népesség
A település népessége az elmúlt években az alábbi módon változott:
| Lakosok száma | 3668 | 8894 | 8847 | 9515 | 9371 | 9333 | 9203 | 9152 | 9177 | 9294 |
|               | 1875 | 1950 | 1975 | 2010 | 2012 | 2013 | 2015 | 2017 | 2021 | 2023 |

 Ide lett eltemetve Adolf Hitler helyettese, Rudolf Heß.